# Ихтиоз Арлекина
Ихтиоз Арлекина (плод Арлекина, ихтиоз плода, злокачественная кератома, англ. Harlequin-type ichthyosis) — генетическое заболевание, которое приводит к утолщению кожи почти по всему телу при рождении. Относится к редким тяжёлым заболеваниям из группы ихтиозиформных эритродермий с аутосомно-рецессивным типом наследования. На коже образуются большие пластины ромбовидной, трапециевидной или прямоугольной формы, разделённые глубокими трещинами. Трещины влияют на форму век, носа, рта и ушей и ограничивают движения рук и ног. Ограничение движения грудной клетки может привести к затруднению дыхания. Пластины отваливаются в течение нескольких недель. Другие осложнения могут включать преждевременные роды, инфекцию, проблемы с температурой тела и обезвоживание. Это заболевание является наиболее тяжелой формой ихтиоза (если не считать синдромы, которые включают ихтиоз, к примеру, синдром Ноя-Лаксовой ).
Ихтиоз Арлекина вызывается мутациями в гене ABCA12. Этот ген несёт информацию о белке, необходимом для транспортировки липидов из клеток в самом внешнем слое кожи. Это заболевание является аутосомно-рецессивным, то есть наследуется от родителей. Диагноз часто основывается на внешнем виде при рождении и подтверждается генетическим тестированием . Перед родами амниоцентез или ультразвуковое исследование могут выявить заболевание.
Лекарства от этого заболевания не существует. В раннем возрасте обычно требуется постоянный поддерживающий уход. Лечение может включать увлажняющий крем, антибиотики, этретинат или ретиноиды. Около половины больных умирают в течение первых нескольких месяцев, однако лечение ретиноидами может увеличить шансы на выживание. Существуют свидетельства о детях, проживших гораздо большее время. Дети, которые доживают до конца первого года жизни, часто имеют долгосрочные проблемы, такие как покраснение кожи , контрактуры суставов и задержка роста. Это заболевание встречается примерно 1 раз на 300 000 родов. Впервые оно описано в 1750 году.

## История
Заболевание впервые описано в 1750 году в дневнике преподобного Оливера Харта из Чарльстона, Южная Каролина:

В четверг, 5 апреля 1750 года, я отправился посмотреть на самую прискорбную вещь — ребёнка, родившегося накануне ночью у некоей Мэри Эванс в Частауне. Это поразило всех, кто это видел, и я едва ли знаю, как это описать. Кожа была сухой и твёрдой и, казалось, потрескалась во многих местах, чем-то напоминая рыбью чешую. Рот был большим, круглым и открытым. У него не было внешнего носа, но было два отверстия там, где он должен был быть. Глаза казались комочками свернувшейся крови, размером примерно со сливу, на которые было страшно смотреть. У него не было внешних ушей, но были отверстия там, где они должны были быть. Руки и ноги, казалось, распухли, были сведены судорогой и казались довольно твёрдыми. Задняя часть головы была сильно открыта. Он издавал странный звук, очень низкий, который я не могу описать. Он прожил около сорока восьми часов и был жив, когда я его увидел.Оригинальный текст (англ.)On Thursday, April the 5th, 1750, I went to see a most deplorable object of a child, born the night before of one Mary Evans in 'Chas'town. It was surprising to all who beheld it, and I scarcely know how to describe it. The skin was dry and hard and seemed to be cracked in many places, somewhat resembling the scales of a fish. The mouth was large and round and open. It had no external nose, but two holes where the nose should have been. The eyes appeared to be lumps of coagulated blood, turned out, about the bigness of a plum, ghastly to behold. It had no external ears, but holes where the ears should be. The hands and feet appeared to be swollen, were cramped up and felt quite hard. The back part of the head was much open. It made a strange kind of noise, very low, which I cannot describe. It lived about forty-eight hours and was alive when I saw it. 
Название заболевания основано на том, что пластины на коже при нём похожи на костюм персонажа Арлекина, обшитого разноцветными заплатками ромбовидной формы.

## Признаки и симптомы

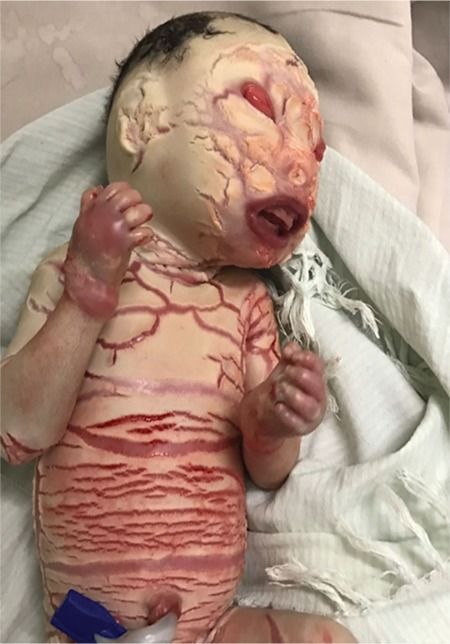
Ребёнок с ихтиозом Арлекина. Видны пластины на коже, а также изменение внешнего вида ушей и пальцев, что является симптомами ихтиоза Арлекина

У новорожденных с ихтиозом Арлекина наблюдается гиперкератоз в виде толстых, разделяющихся трещинами пластин. Есть серьёзные деформации черепа и лица. Уши и нос могут быть очень слабо развиты или полностью отсутствовать. Веки могут быть вывернуты, что делает глаза и область вокруг них очень восприимчивыми к инфекции. Суставы могут не двигаться и быть меньше нормального размера. В пальцах может появится гипоплазия. Иногда обнаруживалась полидактилия.

## Причины

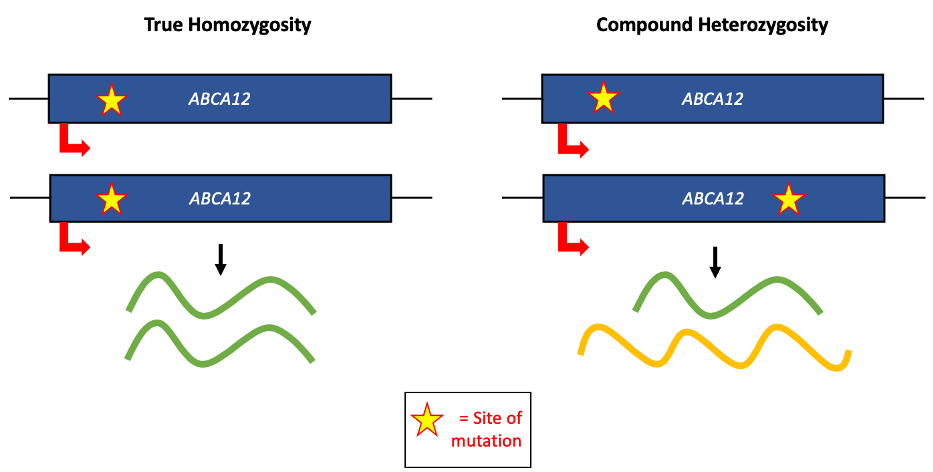
Два генетических механизма,которые могут привести к ихтиозу Арлекина—мутация в гене ABCA12

Два генетических механизма, которые могут привести к ихтиозу Арлекина — мутация в гене ABCA12. Этот ген важен в регуляции синтеза белка для развития кожного слоя. Мутация в гене вызывает нарушение транспорта липидов в коже и может также привести к уменьшению количества белков, ответственных за развитие кожи. Менее серьёзные мутации приводят к образованию коллодиевой мембраны и врождённой ихтиозиформной эритродермии.

## Эпидемиология
Это заболевание встречается примерно 1 раз в 300 000 родов.
Как аутосомно-рецессивное заболевание,показатели вероятности родить ребёнка с этим заболеванием выше среди определенных этнических групп населения с более высокой вероятностью кровного родства  .

## Лечение
Для кожи необходим постоянный уход. Твёрдый наружный слой в конечном итоге отслаивается, оставляя уязвимые дермы. Ранние осложнения возникают в результате инфекции и нарушения дыхания из-за физического ограничения расширения грудной стенки.
Лечение включает поддерживающую терапию, лечение гиперкератоза и дисфункции кожного барьера. До тех пор, пока не появятся ноздри проводится интубация. Поддержка питания с помощью искусственного вскармливания необходима до тех пор, пока эклабиум не исчезнет и не станет возможно кормление грудью. Выворот век, который изначально выражен и проходит по мере отпадения пластин. Необходимо обильно наносить вазелин несколько раз в день. Кроме того, следует провести тщательную обработку сужающихся полос гиперкератоза, чтобы избежать ишемии. Сообщалось о случаях автоампутации или некроза.

## Прогноз
В прошлом расстройство почти всегда было смертельным из-за обезвоживания организма, инфекции (сепсис), ограничения дыхания из-за торможения или других связанных с этим причин. Наиболее распространенной причиной смерти была системная инфекция, и больные редко жили дольше нескольких дней. Однако улучшение неонатальной интенсивной терапии и раннее лечение пероральными ретиноидами, такими как препарат изотретиноин, может улучшить выживаемость  , .Было показано, что ранняя оральная терапия ретиноидами размягчает чешуйки и способствует шелушению  .Уже через две недели ежедневного перорального приема изотретиноина трещины на коже могут зажить, а пластинчатые чешуйки могут почти рассосаться. Улучшение состояния эклабиума и эктропиона также можно увидеть через несколько недель.
Выжившие в неонатальный период дети обычно развиваются до менее тяжелого фенотипа, напоминающего тяжелую врожденная ихтиозиформная эритродермия. Пациенты продолжают страдать от дисрегуляции температуры и могут иметь непереносимость жары и холода. Пациенты также могут иметь общий слабый рост волос, рубцовую алопецию, контрактуры пальцев, артралгии, задержку развития, Гипотиреоид гипотиреоз и низкий рост. У некоторых пациентов развивается полиартрит с положительным ревматоидным фактором  .У выживших также может развиться чешуя, похожая на рыбью, и содержаться восковидный желтоватый материал в себорейных участках, когда ухо прилипает к коже головы.
Самым старым из известных выживших является Нусрит «Нелли» Шахин, родившаяся в 1984 году и по состоянию на июнь 2021 года находящаяся в относительно хорошем здоровье  , . Максимальная продолжительность жизни пациентов с этим заболеванием еще не определена с помощью новых методов лечения.
Большинство младенцев не доживают до недели. Те, кто выживает, могут прожить от 10 месяцев до 51 года благодаря передовой медицине  .
Исследование, опубликованное в 2011 году в Архиве дерматологии пришло к выводу: «Ихтиоз Арлекина следует рассматривать как тяжелое хроническое заболевание, которое не всегда приводит к летальному исходу. Благодаря улучшению ухода за новорожденными и, вероятно, раннему введению пероральных ретиноидов количество выживших растет» .

## Галерея

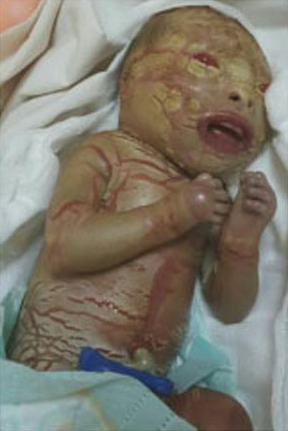
Ихтиоз Арлекина у девочки
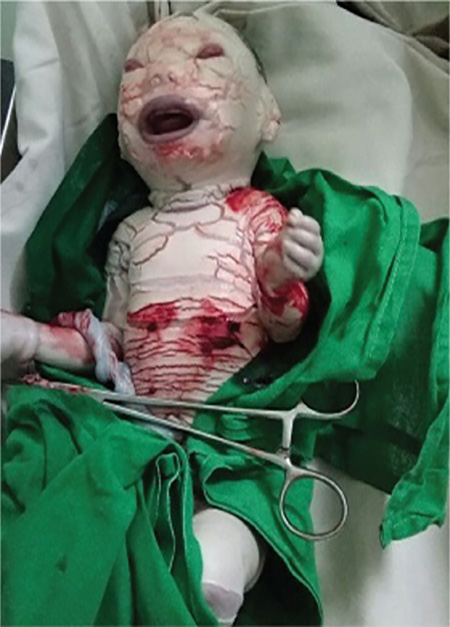
Ихтиоз Арлекина у мальчика, он умер через 3 дня после рождения
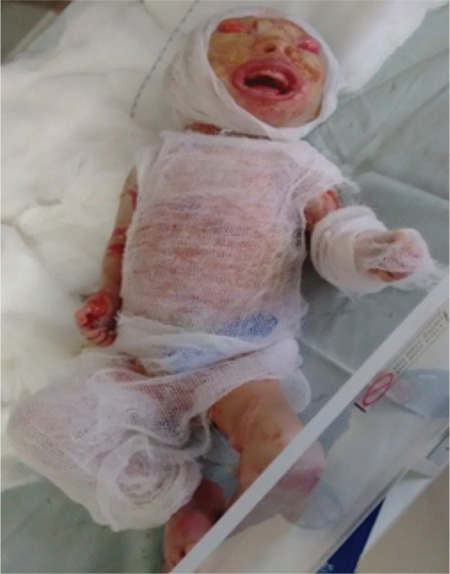
Младенец с ихтиозом Арлекина, покрытый стерильной марлей
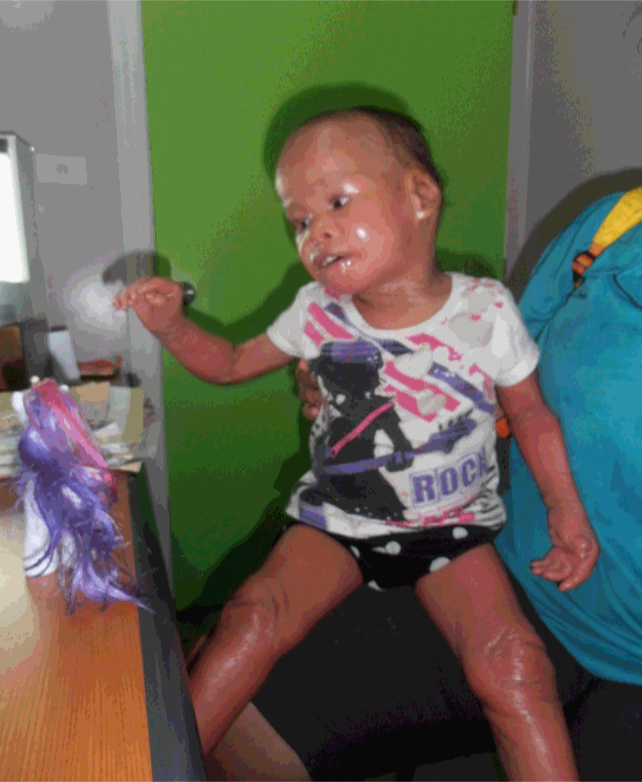
Ихтиоз Арлекина у девочки 3 лет, кератиновые чешуйки почти полностью отпали
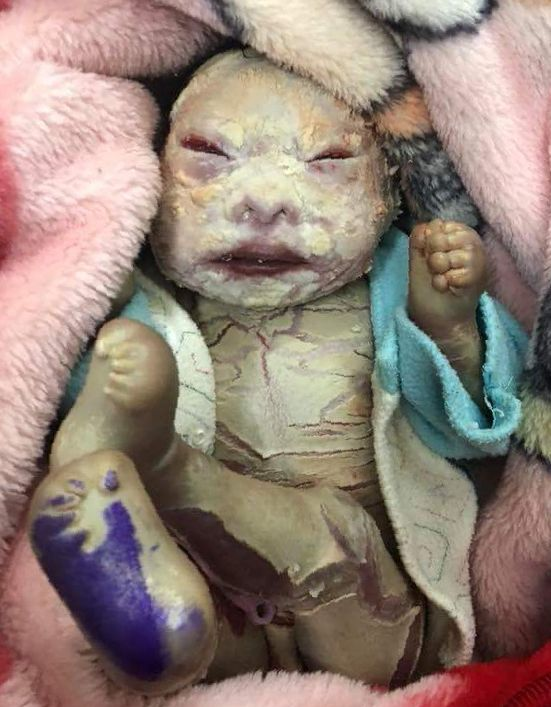
Младенец с ихтиозом Арлекина
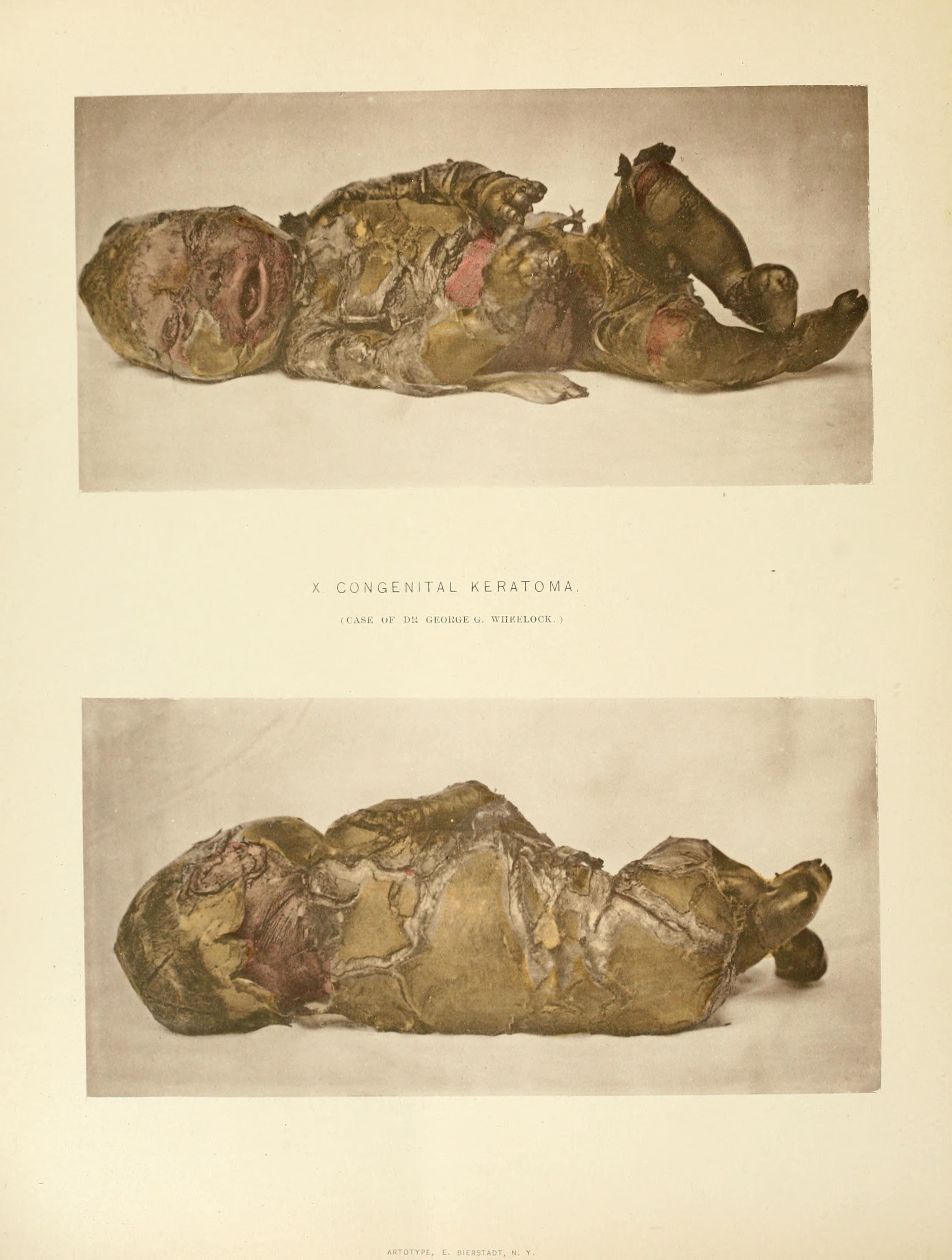
Девочка, 1888 год
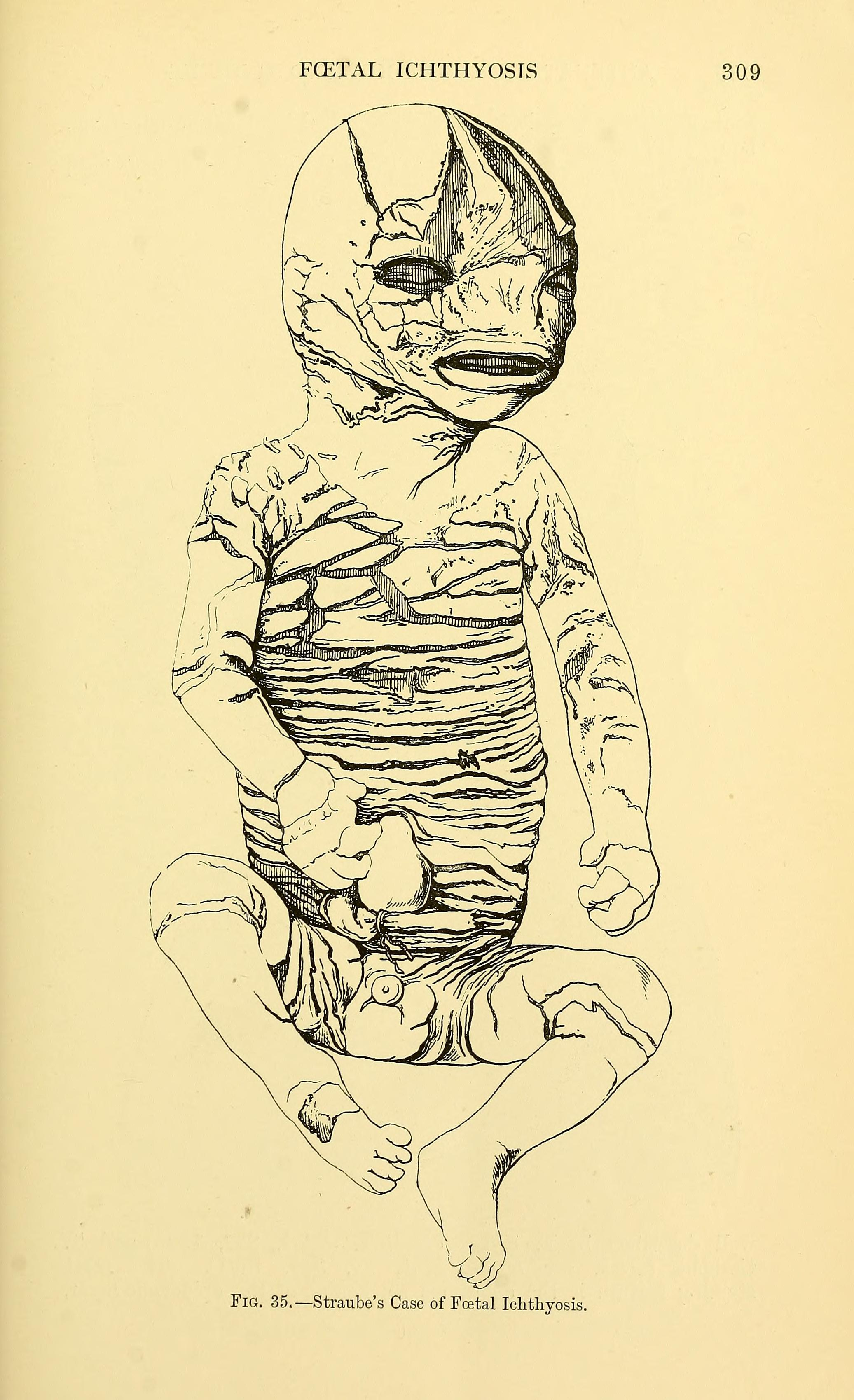
Мальчик, 1902 год
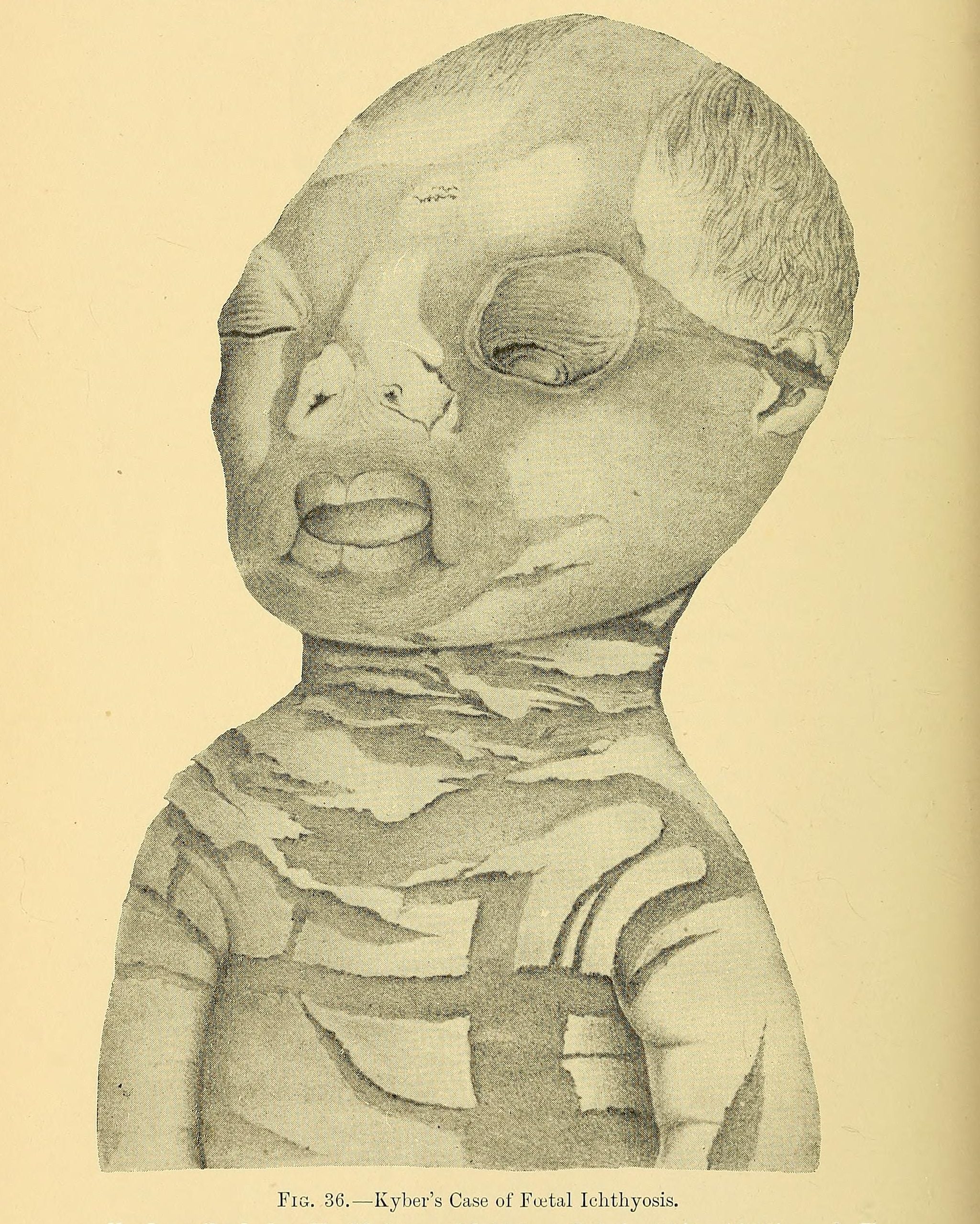
Случай Ихтиоза Арлекина, описанный Е. Кибером, 1902 год

## Известные случаи
- Ханна Беттс ( англ. Hannah Betts,родилась в 1989 году у Великобритании ; умерла в 2022 году в возрасте 31 года ) [24].
- Андреа Аберле (англ. Andrea Aberle, 1969—2021) - умерла в возрасте 51 года, что сделало ее одной из самых долгоживущих людей с ихтиозом Арлекино, в США, так и во всём мире. Она жила в Калифорнии со своим мужем и умерла от кожных осложнений [25].
- Нг По Пэн ( англ Ng Poh Peng , родилась в 1991 году в Сингапуре). Врачи не ожидали, что она доживет до подросткового возраста, но Нг По Пэн уже 32 года[26].
- Деван Махадео (англ. Devan Mahadeo), род. 11 июня 1985 года в Тринидад и Тобаго, ум. 23 января 2023 года в возрасте 37 лет. Деван Махадео участвовал в Специальной Олимпиаде более 17 лет и отличился как на Зимних Олимпийских играх, так и на Летних Олимпийских играх. Он завоевал серебряные медали в футболе в Дублине, Ирландия, в 2003 году и Шанхае, Китай, в 2007 году, бронзу в хоккее на полу на Зимних Олимпийских Играх 2013 года в Пхеньяне, КНДР, и золото на Всемирных Играх Специальной Олимпиады 2015 года в Лос-Анджелесе, Калифорния, США[27].
- Нусрит «Нелли» Шахин (англ. Nusrit «Nelly» Shaheen, род. 1984), — возможно, самая старая из ныне живых людей с данным диагнозом; она проживает в Ковентри, Англия. Она была одной из девяти детей в пакистанской мусульманской семье. Четверо из её восьми братьев и сестер также страдали этим заболеванием, но умерли в раннем детстве.Сейчас ей 39 лет.[28][29].
- Стефани Тёрнер (англ. Stephanie Turner, 1993—2017) была вторым по возрасту человеком в США, живущим с этой болезнью, и первой родившей детей из женщин с данным диагнозом. Двое детей Стефани Тернёр не болеют. Она умерла 3 марта 2017 года в возрасте 23 лет[30][31][32].
- Райан Гонсалес (англ. Ryan Gonzalez, род. 1986) — самый старый человек в США, живущий с этим заболеванием. Он был показан в эпизоде Medical Incredible .Сейчас ему-37 лет [33].
- Мейсон ван Дайк (англ. Mason van Dyk, род. 2013). Несмотря на ожидаемую продолжительность жизни от одного до пяти дней, по состоянию на январь 2024 года ему десять лет. Врачи сказали его матери Лизе ван Дайк, что это был первый случай ихтиоза Арлекина в ЮАР, и что её риск родить ребёнка с этой болезнью - один из четырёх[34][35].
- Хантер Стейниц (англ. Hunter Steinitz, род. 17 октября 1994 года) — одна из двенадцати американцев, живущих с этой болезнью. Она фигурирует в специальном выпуске National Geographic «Необыкновенные люди: кожа» и ей сейчас 29 лет [36].
- Муи Томас (англ. Mui Thomas, род. 1992 году, Гонконг) получила квалификацию первого судьи по регби с диагнозом — ихтиоз Арлекина.Возраст-31 год [37].
- Девочка родилась в Нагпуре, Индия, в июне 2016 года, умерла через два дня. О ней сообщается как о первом случае в Индии[38][39][40].
- Эван Фачиано ( англ. Evan Fasciano ,с Коннектикута , США ) - мальчик 10 лет [41] .